# Vêm
Vêm (arménien : Վէմ, littéralement « Rocher ») est une revue de culture, d'histoire et de littérature en langue arménienne fondée à Paris en septembre 1933 par Simon Vratsian et disparue en octobre 1939.

## Historique
Vêm est fondée à Paris en septembre 1933 par Simon Vratsian (1882-1969), dernier premier ministre de la République démocratique d'Arménie (1920). Elle reflète politiquement les opinions de son fondateur, c'est-à-dire le point de vue de la Fédération révolutionnaire arménienne, et peut être considérée comme l'organe culturel du parti. Elle se caractérise de plus par son anticommunisme, Simon Vratsian étant un farouche anticommuniste ; dans sa revue, il récuse ainsi la notion de culture internationale, considérant qu'elle est nationale par essence.
L'objectif de Vêm est de rassembler des scientifiques arméniens refusant le joug soviétique, parmi eux notamment l'historien Nicolas Adontz, et se mettre au service de la quête de la vérité. La revue cherche aussi et surtout à préserver l'identité arménienne, face au danger de l'assimilation pour les Arméniens de la diaspora et face au danger de perte d'identité nationale pour les Arméniens de la RSS d'Arménie. Ainsi, dans le n° 2, Simon Vratsian écrit (dans une traduction de Krikor Beledian) :

« [Notre revue veut] mettre en relief les valeurs du passé et du présent, respirer dans l'atmosphère de la culture nationale, vivre et de s'inspirer de l'art et de la littérature arméniens, des fruits de la création du génie multiséculaire de notre admirable peuple, de sa pensée et de son bras : pour le succès de notre cause, cela est une tâche aussi grande et indispensable que le combat sur le plan politique. »

Vêm n'est pas une revue littéraire au sens strict car s'intéressant à de multiples domaines allant de la politique à l'histoire. Mais elle s'intéresse beaucoup à la littérature arménienne, publiant des études littéraires sur des auteurs anciens comme Khatchatour Abovian, Hovhannès Toumanian, Sayat-Nova ou encore Chirvanzadé, et plus contemporains comme Levon Shant ou Avetis Aharonian. Vêm est de plus très critique à l'égard des expériences littéraires des jeunes auteurs, la note critique à l'égard de la revue littéraire Mechagouyt étant par exemple particulièrement virulente.
Le déclenchement de la Seconde Guerre mondiale interrompt la publication de la revue. Vêm est aussi interdite de diffusion dans l'URSS.

## Succession
En 2009, des admirateurs et disciples de Simon Vratsian et de Nicolas Adontz décident de relancer la revue à Erevan avec pour but de promouvoir le rapprochement entre la diaspora arménienne et l'Arménie post-soviétique sur de nouvelles bases théoriques et méthodologiques dans l'étude des sciences humaines et sociales.